# はけうえ遺跡
はけうえ遺跡（はけうえいせき）は、東京都小金井市貫井南町三丁目にある後期旧石器時代から縄文時代にかけての複合遺跡である。

## 遺跡の概要
後期旧石器時代～縄文時代の集落遺跡である。これまで4次にわたる発掘調査が行なわれている。後期旧石器時代は前半期～終末期にかけて11層の文化層が検出された重層遺跡である。縄文時代は草創期～後期の遺構・遺物が検出されており、とくに建物跡が17棟検出された早期前半の集落跡が注目される。
武蔵野台地の南端、国分寺崖線に面して立地し、湧水が形成したノッチ状地形を囲む∩字状の範囲に広がる。ノッチ部分は現在、滄浪泉園となっており、豊かな緑の中、湧水とはけの地形が保存されている。これまでの発掘調査はおもに遺跡の西側に集中しており、東側についてはまだよく分かっていない。遺跡の主要部は、国分寺崖線斜面下位の標高60メートル付近から、台地上の72メートルまでの範囲に広がっている。
近隣には、国分寺崖線に面して西側に貫井遺跡、東側に平代坂遺跡・前原横穴墓、西之台遺跡、南側の斜面下位の立川面には西寄りに荒牧遺跡、南に貫井南遺跡があり、野川流域遺跡群を構成する。

## 調査の歴史
1977～1979年（昭和52～54年）に都道府中・清瀬線（新小金井街道）建設に伴い、遺跡西側の主要部を南北に縦貫するかたちでの発掘調査が行なわれた（第1次調査）。この調査では、花粉分析、土壌のフローテーション、建物跡床面硬度計測、石器使用痕の観察など、古環境や遺跡形成過程復元のための試料採取と分析が実施された。その後、1978～1979年（昭和53～54年）には滄浪泉園管理棟の整備に伴う発掘調査（第2次調査）、1984～85年（昭和59～60年）には宅地開発に伴う発掘調査（第3次調査）、個人住宅建設に伴う発掘調査（第4次調査）が行なわれている。

## 主な遺構
- 石器集中部（ブロック）
- 礫群
- 配石
- 炭化物集中部
- 竪穴建物跡
- 柄鏡形敷石建物跡
- 土坑
- 集石・集石土坑
- 炉穴

## 主な出土品
- ナイフ形石器
- 石槍（槍先形尖頭器）
- 細石器（細石刃・細石刃核）
- 刃部磨製石斧
- スクレイパー
- 有舌尖頭器
- 石鏃
- 石錐
- 石匙
- 打製石斧
- 磨製石斧
- スタンプ形石器
- 石皿
- 石棒
- 石錘
- 縄文土器 - 撚糸文土器、押型文土器、沈線文土器、条痕文土器、諸磯式、十三菩提式、五領ヶ台式、勝坂式、阿玉台式、加曾利E式、称名寺式、堀之内式、加曾利B式

## 遺跡の変遷

### 後期旧石器時代
第1次調査区で11層の文化層が検出されたほか、第2次調査区で石槍が出土している。

#### 前半期
Ⅹ層、Ⅸ下層、Ⅸ上層、Ⅶ層、Ⅵ層が該当する。
- Ⅹ層：石器79点が2カ所の集中部から出土した。内訳は二次加工剥片3点、石核8点、剥片40点、砕片8点、ハンマー1点、チャンク19点。チャート製のものが大半を占め、ほかに安山岩（玄武岩）なども利用している。礫群は伴わない。
- Ⅸ下層：石器37点が5カ所の集中部から出土した。内訳はナイフ形石器1点、二次加工剥片5点、石斧2点（うち1点は刃部に研磨痕あり）、石核12点、剥片16点、チャンク1点。チャート、頁岩（シルト岩）、黒曜石などを利用している。石斧は2点とも頁岩製である。計2点の産地分析の結果、黒曜石は小深沢産1点、畑宿産1点であった[9]。礫群は伴わない。
- Ⅸ上層：石器78点が7カ所の集中部から出土した。内訳はナイフ形石器1点、二次加工剥片2点、石核3点、剥片59点、礫器3点、ハンマー4点、チャンク6点。安山岩（玄武岩）製とチャート製のものが半々を占める。礫群は伴わない。
- Ⅶ層：石器99点が7カ所の集中部から出土した。内訳はナイフ形石器3点、二次加工剥片15点、石核5点、剥片60点、砕片4点、ハンマー3点、チャンク2点。チャート製が大半を占め、ほかに安山岩（玄武岩）、頁岩（シルト岩）などを利用している。礫群1基を伴う。
- Ⅵ層：石器45点が2カ所の集中部から出土した。内訳はナイフ形石器3点、二次加工剥片6点、石核3点、剥片24点、砕片4点、ハンマー3点、チャンク2点。チャート、頁岩（シルト岩）、黒曜石などを利用している。計1点の産地分析の結果、黒曜石は小深沢産1点であった[9]。礫群1基を伴う。

#### 後半期
Ⅴ層、Ⅳ下層、Ⅳ中層、Ⅳ上層、Ⅲ下層が該当する。
- Ⅴ層：石器153点が18カ所の集中部から出土した。内訳はナイフ形石器3点、二次加工剥片27点、石核12点、剥片87点、砕片17点、ハンマー1点、チャンク6点。黒曜石製、次いでチャート製のものが多く、ほかに頁岩（シルト岩）、安山岩（玄武岩）も利用している。計4点の産地分析の結果、黒曜石は柏峠産2点、畑宿産1点、小深沢産1点であった[9]。礫群12基を伴う。
- Ⅳ下層：石器218点が28カ所の集中部から出土した。内訳はナイフ形石器6点、角錐状石器2点、スクレイパー2点、二次加工剥片19点、石核23点、剥片133点、砕片17点、ハンマー4点、チャンク12点。黒曜石製とチャート製がおよそ半々を占め、ほかに安山岩（玄武岩）、頁岩（シルト岩）も利用している。計8点の産地分析の結果、黒曜石は柏峠産4点、畑宿産2点、麦草峠産1点、男女倉産1点であった[9]。礫群25基を伴う。
- Ⅳ中層：石器533点が15カ所の集中部から出土した。内訳はナイフ形石器26点、石槍2点、角錐状石器2点、スクレイパー5点、二次加工剥片55点、石核27点、剥片314点、砕片92点、ハンマー3点、チャンク7点。黒曜石製とチャート製がおよそ半々を占め、ほかに頁岩（シルト岩）、安山岩も利用している。計31点の産地分析の結果、黒曜石は麦草峠産7点、柏峠産7点、男女倉産6点、星ヶ塔産6点、畑宿産5点であった[9]。礫群20基を伴う。
- Ⅳ上層：石器65点が2カ所の集中部から出土した。内訳はナイフ形石器4点、二次加工剥片6点、石核5点、剥片38点、砕片10点、礫器1点、ハンマー1点。黒曜石製、次いでチャート製が多い。計6点の産地分析の結果、黒曜石は麦草峠産3点、柏峠産1点、畑宿産1点、星ヶ塔産1点であった[9]。礫群2基を伴う。
- Ⅲ下層：石器262点が3カ所の集中部から出土した。内訳はナイフ形石器2点、石槍3点、角錐状石器1点、細石刃1点、スクレイパー1点、二次加工剥片16点、石核4点、剥片83点、砕片149点、礫器1点、チャンク1点。黒曜石製が大半で、他にチャート、頁岩（シルト岩）なども利用されている。計8点の産地分析の結果、黒曜石は麦草峠産4点、柏峠産1点、畑宿産1点、小深沢産1点、男女倉産1点であった[9]。礫群1基を伴う。

#### 終末期
- Ⅲ上層：石器294点が4カ所の集中部から出土した。内訳はナイフ形石器1点、細石核1点、細石刃45点、石核9点、剥片129点、砕片70点、チャンク5点。頁岩（シルト岩）製が半数を占め、次いでチャート、黒曜石なども利用されている。細石核、細石刃は頁岩、チャート製である。計8点の産地分析の結果、黒曜石は神津島産2点、柏峠産2点、麦草峠産2点、小深沢産1点、星ヶ塔産1点であった[9]。礫群、配石は伴わない[1][4]。

### 縄文時代

#### 草創期
有舌尖頭器が出土している。土器は出土していない。

#### 早期
- 撚糸文土器期：遺跡西側の第1次・3次調査区で計17棟の建物跡が検出されている。台地平坦部ではなく、南側の国分寺崖線斜面部に建物跡が残されていることが特徴である。建物跡は一辺3～5メートルの長方形～楕円形を呈する。出土土器からみて夏島式、稲荷台式期を中心とする時期と考えられる[2][4][7]。
- 沈線文土器期：三戸式、田戸式土器が出土している。炉穴の一部が伴う可能性がある。
- 条痕文土器期：建物跡2棟が検出されている。子母口式、芽山式期である。

#### 前期
諸磯式、十三菩提式土器が出土しているが、遺構は不明であり遺物数量も少ない。

#### 中期
第1次調査区の台地平坦部で、中期後半の加曾利E3式期の建物跡が4棟検出されている。西に隣接する貫井遺跡と比較して、限られた期間の小規模な集落であったと考えられる。ほかに勝坂式、阿玉台式土器も出土している。

#### 後期
台地平坦部で柄鏡形建物跡2棟が検出されている。1棟は称名寺1式期、もう1棟は称名寺～堀之内式期であり敷石が部分的に認められた。

## 出土資料
出土資料の一部（後期旧石器時代の石器、縄文時代の土器、石器など）は、小金井市文化財センターに展示されている。

### 発掘調査報告書
- J.E.Kidderほか『はけうえ遺跡研究編(1)』1983年（原著1983年）。
- 小金井市教育委員会『滄浪泉園内遺跡の調査』1979年3月（原著1979年3月）。 NCID BA47197718。
- 東京都建設局、はけうえ遺跡調査会『はけうえ』1980年3月（原著1980年3月）。 NCID BA36253191。
- 吉田格、中山真治「小金井市はけうえ遺跡第2・3次調査」『東京都遺跡調査研究発表会要旨』第11巻、武蔵野文化協会、東京、1986年3月。